# Norbertine Bresslern-Roth
Norbertine Bresslern-Roth (ur. 13 listopada 1891 w Grazu, zm. 30 listopada 1978 tamże) – austriacka malarka i graficzka, znana z użycia techniki linorytu, uważana za najważniejszą malarkę zwierząt swojego czasu.

## Życiorys
Urodziła się 13 listopada 1891 w Grazu jako córka niezamężnej gospodyni domowej. Wychowywała się w skromnych warunkach w domu matki i ciotki. Już w dzieciństwie była entuzjastką zwierząt i uwielbiała obserwować je w ogrodzie:

Z pewnością duży wpływ na moje malarstwo miał ogród. Mieszkaliśmy wtedy na Mandellstrasse, gdzie mogłam z niego korzystać.

Wcześnie ujawnił się jej talent artystyczny. Za radą swojego ówczesnego nauczyciela rozpoczęła naukę w szkole artystycznej Graz Landeskunstschule pod kierunkiem Alfreda Schröttera von Kristelli i uczyła się tam w latach 1901–1911. W lecie 1909 i 1910 kontynuowała naukę w szkole sztuki zwierzęcej (Tiermalschule) w Dachau pod kierunkiem Hansa von Hayeka. W 1911 rozpoczęła studia w Wiedniu, wpierw w prywatnej szkole dla dziewcząt kierowanej przez Ferdynanda Schmutzera, a później jako prywatna studentka w jego pracowni na wiedeńskiej Akademii Sztuk, która oficjalnie pozostała zamknięta dla kobiet do 1921. W 1912 wygrała srebrny medal na wystawie zorganizowanej w jej rodzinnym mieście, Grazu. W 1914 sukces odniosła jej wystawa w Wiedeńskiej Secesji.  Do 1916 kontynuowała naukę w szkole Schmutzera, a później powróciła do Grazu jako niezależna artystka. Zamieszkała z matką w skromnym domu przy Langegasse 29a i w nim pozostała do końca życia. Jej mieszkanie pod tym adresem upamiętnia tablica umieszczona na ścianie budynku.
W 1919 poślubiła Georga Rittera von Bresslern und Sternau, którego poznała w trakcie studiów wiedeńskich. Był wielkim zwolennikiem jej pracy i pomógł jej rozwinąć karierę. W tym samym roku została członkiem grupy Werkbundes Freiland, która pod kierownictwem Fritza Silberbauera zajmowała się również promocją artystek.
Od 1920 stała się pionierką linorytu, techniki, którą z biegiem lat doskonaliła. Oprócz malowania zwierząt zasłynęła jako ilustratorka książek szkolnych i dla dzieci. Tworzyła również gobeliny i miniatury z kości słoniowej oraz akty. Szybko osiągnęła sukces, jej obrazy dobrze się sprzedawały, a wystawy w kraju i za granicą cieszyły się dużą frekwencją.
W 1928 (lub 1927) odbyła podróż studyjną do Afryki Północnej. Obserwowana tam przyroda wywarła ogromny wpływ na jej przyszłą twórczość. Szkice, fotografie, akwarele i gwasze, które tam stworzyła, stały się źródłem inspiracji dla jej przyszłych dzieł sztuki.
W 1936 Bresslern-Roth otrzymała Austriacką Nagrodę Państwową, ale już dwa lata później, w 1938, została usunięta ze Związku Austriackich Artystek (Vereinigung der Künstlerinnen Österreichs) z powodów rasistowskich (nie porzuciła męża, który – według prawa nazistowskiego – był pół-Żydem).
Choć szczyt jej kariery przypadł na lata 20. i 30. XX w., tysiące ludzi oczekiwało na jej wystawę w Grazu w 1952.
Zmarła w swoim rodzinnym mieście 30 listopada 1978.

## Twórczość
Centralne miejsce w jej twórczości zajmują zwierzęta przedstawione we wszystkich aspektach. Artystka przez całe życie należała do towarzystw opieki nad zwierzętami, obserwowała je w ogrodzie i hodowała w mieszkaniu. W czasie studiów w Wiedniu chętnie odwiedzała zoo w Schönbrunn. Następnie wraz z mężem odwiedziła wiele europejskich miast, wykorzystując ich ogrody zoologiczne jako źródło inspiracji i motywów. Po podróży do Libii w 1928 czerpała z tego doświadczenia, przedstawiając swój wyidealizowany obraz symbiotycznej relacji między człowiekiem a zwierzęciem.
We wczesnych latach malarka poświęciła się również przedstawianiu ludzi, ale w późniejszych obrazach skupiła się wyłącznie na motywach zwierzęcych. Już jako młoda artystka potrafiła nadać swoim pracom szczególną dynamikę i dramaturgię oraz z wielką wrażliwością oddawać naturę każdego zwierzęcia. W swoich dziełach nigdy nie była zainteresowana tylko wiernym oddaniem formy, choć była w tym znakomita. Za pomocą zwierząt starała się raczej wyrazić emocje. Zmieniała kolorystykę od monochromatycznych kompozycji po silnie kontrastujące.
Jest jedną z pierwszych artystek, które pracowały z linorytem. Łatwiejszy w obróbce linoryt pozwala na tworzenie atrakcyjnych efektów kolorystycznych. W ciągu trzydziestu lat pracy w tej technice Bresslern-Roth stworzyła 250 prac. Widoczne są w nich wpływy secesji, a także sztuki japońskiej.
Z biegiem lat Norbertine Bresslern-Roth coraz bardziej interesowała się malarstwem olejnym. Charakterystyczne dla jej twórczości jest wykorzystanie juty o szerokich oczkach jako podłoża pod farbę olejną. Szorstka faktura juty pozwalała na przenikanie się kolorów, zmiękczała kontury, znakomicie uwypuklając treść obrazów.
Jej dzieła z okresu nazizmu sa obecnie interpretowane jako skryta krytyka reżimu.

## Nagrody i odznaczenia
- 1912 – Srebrny Medal Miasta Graz
- 1921 – Austriacka Nagroda Państwowa
- 1922 – Złoty Medal Miasta Graz
- 1925 – Austriacka Nagroda Państwowa
- 1931 – Austriacka Nagroda Państwowa
- 1932 – tytuł Profesora
- 1934 – Nagroda Honorowa Miasta Wiednia i Medal Honorowy Joaneum
- 1936 – Austriacka Nagroda Państwowa
- 1968 – Krzyż Honorowy Zasłużonych dla Nauki i Sztuki.
- 1971 – Nagroda uznania bundeslandu Styria w dziedzinie sztuk pięknych
- 1972 – Pierścień Honorowy Miasta Graz